# Rudelsburg
Die Rudelsburg ist eine Höhenburg oberhalb von Saaleck im Burgenlandkreis in Sachsen-Anhalt. Sie liegt etwa 85 Meter über dem Südufer der Saale auf einem felsigen Bergrücken aus Muschelkalk. Die Burg wurde wohl von den Bischöfen von Naumburg im Hochmittelalter zur Sicherung der Handelswege wie der Via Regia mit der Saalebrücke in Bad Kösen angelegt. Bei der ersten Erwähnung 1171 war sie im Besitz von Naumburger Ministerialen. 1238 wurde sie an die Markgrafen von Meißen verlehnt und als Befestigungsbau urkundlich genehmigt. Die Burg befand sich im Spannungsfeld der Interessen der Naumburger Bischöfe und der Markgrafen von Meißen aus dem Haus Wettin. 1348 erfolgte die Zerstörung und Schleifung der Vorburg durch die Stadt Naumburg.
Zeitweise diente die Burg verschiedenen Adelsfamilien als Wohnsitz, bis sie im Dreißigjährigen Krieg zerstört wurde und daraufhin verfiel. Als „schönste aller Saaleburgen“ wurde die Ruine der Rudelsburg schon früh im 19. Jahrhundert im Zuge der Burgenromantik und des Wandertourismus als Ausflugsziel entdeckt. Als alljährlicher Treffpunkt der Kösener Corpsstudenten erreichte die Rudelsburg ab 1855 überregionale Bekanntheit. Bis heute stellt sie ein beliebtes Ausflugsziel dar. Sie liegt auf der Südroute der Straße der Romanik.

## Baubeschreibung

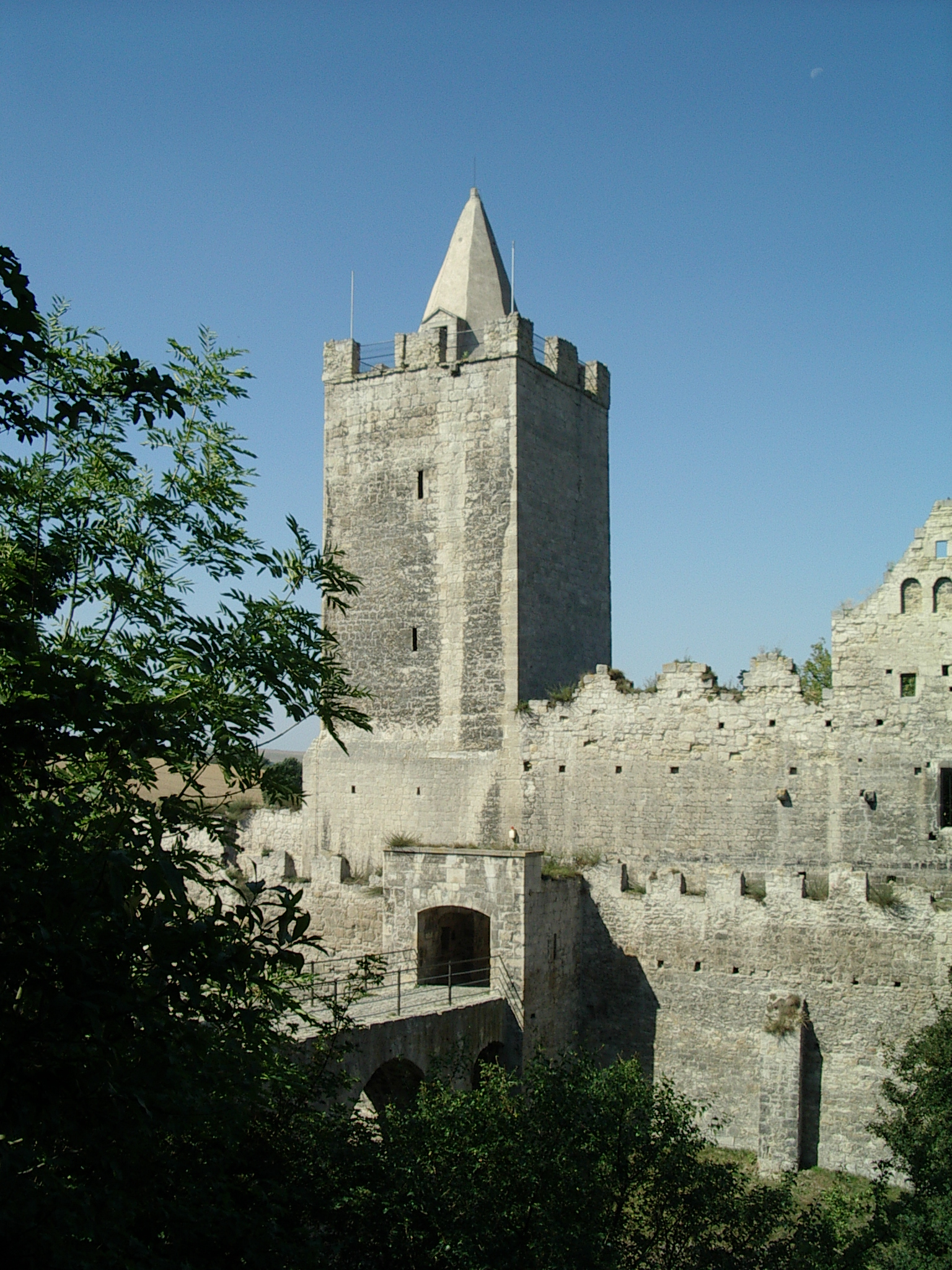
Bergfried der Rudelsburg

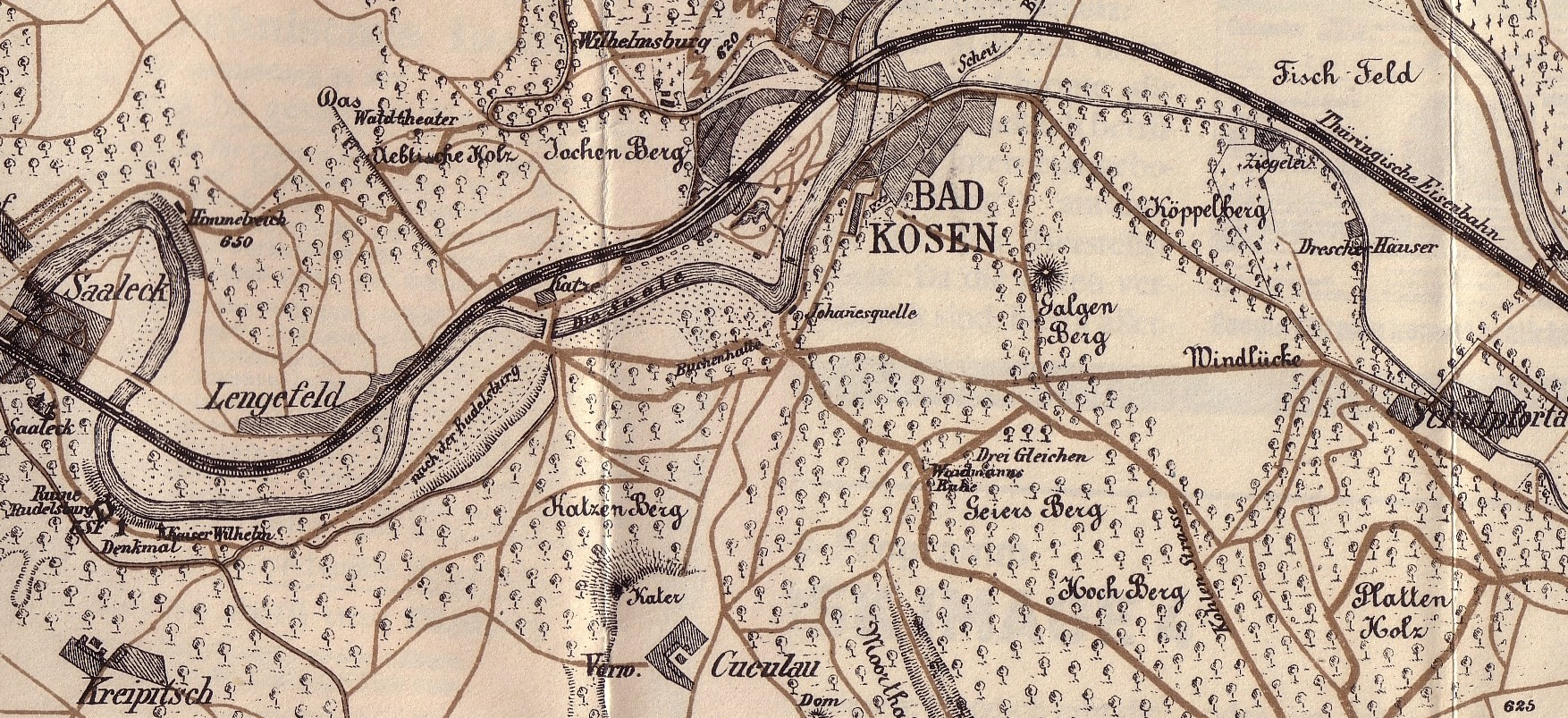
Lageplan (um 1910)

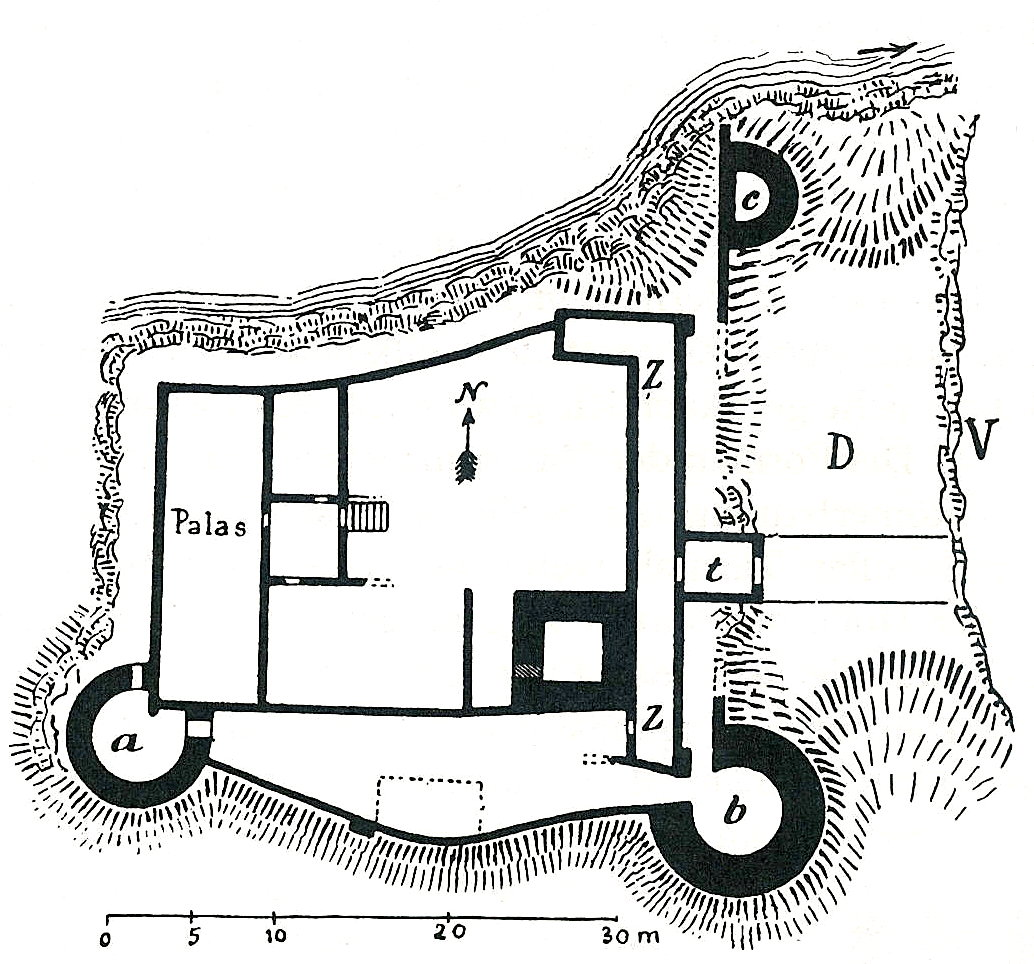
Verteidigungsanlagen der Rudelsburg: Ecktürme (a, b, c), Zwinger (zz), Torgebäude (t), Halsgraben (D), Reste der Vorburg (V)

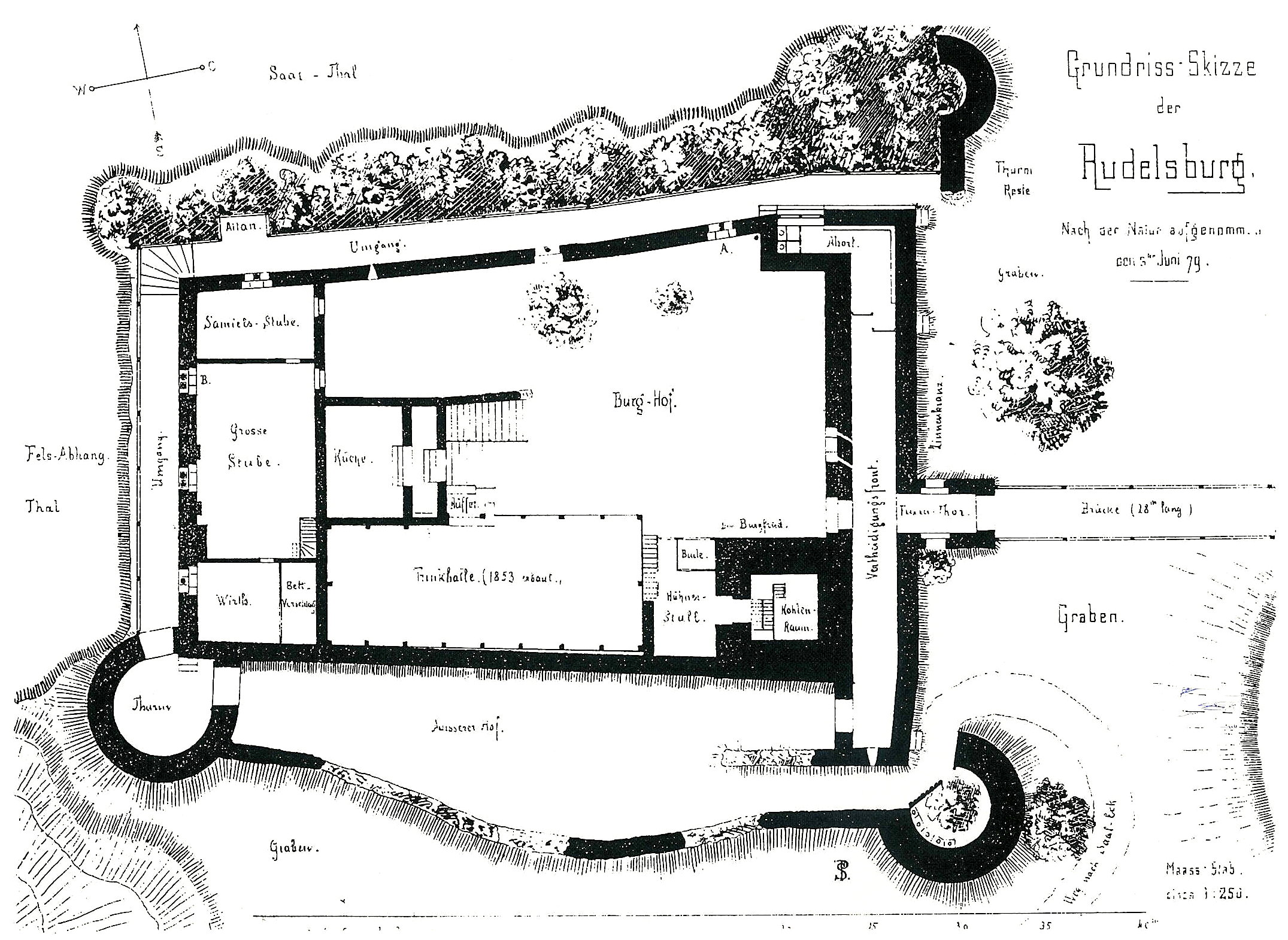
Bauaufnahme der Rudelsburg von 1879

Die Rudelsburg liegt auf einem Westsüdwest-Ostnordost-ausgerichteten Höhenrücken, der steil zur Saale und etwas weniger steil zu den übrigen Seiten abfällt. Sie besteht aus einer kleinen Kernburg am westlichen Ende einer großen, sich über die gesamte Hochfläche erstreckenden und etwas höher gelegenen Vorburg. Besonders die Vorburg wurde im 18. Jahrhundert als Steinbruch genutzt und ist heute kaum mehr als solche zu erkennen. Allerdings sind Reste der Ringmauern der Vorburg im Süden und Osten erhalten bzw. wurden diese wiederholt bei Bauarbeiten angeschnitten. Weitere Mauerzüge in der Vorburg sind nur durch Grabungen des 19. Jahrhunderts bekannt. In der mit einer Größe von ca. 22.000 m² außergewöhnlich großen Vorburg lagen die Wohnsitze der Burgmannen (castrenses), aber auch verschiedene Produktionseinrichtungen.
Die Kernburg, die durch einen tiefen Halsgraben von der Vorburg getrennt ist, bildet ein unregelmäßiges Viereck von etwa 40 × 24 Meter um einen kleinen Innenhof. Der rund 20 Meter hohe romanische Bergfried im Südosten ist älter als die südliche Ringmauer. Er hat einen annähernd quadratischen Grundriss (7,60 × 8,20 Meter) und ist mit einem steinernen pyramidenförmigen Turmhelm bekrönt, der der Burg ihr charakteristisches Aussehen verleiht. Zu einem unbekannten Zeitpunkt wurde auf einem runden Burgturm eine Windmühle errichtet, die auf vielen Darstellungen bis zur Mitte des 19. Jahrhunderts zu sehen ist. Die Mühle wurde 1864 durch einen Brand zerstört. Im Untergeschoss des Bergfrieds befindet sich ein erst in jüngerer Zeit angelegtes Verlies.
Mit der südlichen Ringmauer baueinheitlich ist der im Westen gelegene querrechteckige Palas, der nach der Bauzier an den Kapitellen um 1200 entstand. Aufgrund der Lage auf einem steilen Felsen über der Saale bot die Westseite potenziellen Angreifern am wenigsten Angriffsfläche. Noch in romanischer Zeit erfolgten der Bau des Palasobergeschosses und die Aufstockung der nördlichen Ringmauer. Diese ist – im Gegensatz zu den meisten anderen europäischen Höhenburgen – nicht bis an den steil abfallenden Felsrand herangebaut worden; vermutlich um bei einem eventuellen Abbrechen der aus brüchigem Kalkstein bestehenden Felskante ein Einstürzen der Ringmauer zu verhindern.
Der im Osten vorgelagerte Zwinger dürfte ebenfalls noch in romanischer Zeit entstanden sein. Die vermutlich erst im mittleren 15. Jahrhundert in größerem Abstand um die Burg angelegten Mauern bildeten mit den als Rondelle ausgeführten Ecktürmen Bastionen und einen umlaufenden Zwinger.

## Ur- und frühgeschichtliche Höhensiedlung
Seit dem Ende des 19. Jahrhunderts wurden auf der Hochfläche bei Bauarbeiten, unsystematischen Ausgrabungen oder als Lesefunde zahlreiche archäologische Funde geborgen, die heute überwiegend im Landesmuseum für Vorgeschichte in Halle und der ur- und frühgeschichtlichen Sammlung der Universität Jena aufbewahrt werden. Dabei handelt es sich größtenteils um Keramikbruchstücke, aber auch eine Gewandnadel vom Trothaer Typ, die zeigen, dass das Gelände bereits in der späten Bronze- und Eisenzeit intensiv besiedelt und wahrscheinlich bereits befestigt war. Die in den 1980er und 1990er Jahren neu hinzugekommenen Lesefunde deuteten darauf hin, dass auf dem Gelände der Rudelsburg bereits eine frühbronzezeitliche Höhensiedlung bestand, die der Aunjetitzer Kultur zuzurechnen ist. Da der Sporn, auf dem der Hauptbereich der aunjetitzzeitlichen Siedlung vermutet wird, von der Rudelsburg besetzt ist, wurden in den Jahren 2005 bis 2006 archäologische Grabungen im Vorburggelände und am Hang im Rahmen eines von der Deutschen Forschungsgemeinschaft geförderten Forschungsprojektes „Der Aufbruch zu neuen Horizonten. Die Funde von Nebra, Sachsen-Anhalt, und ihre Bedeutung für die Bronzezeit Europas“ durch den Bereich für Ur- und Frühgeschichte der Friedrich-Schiller-Universität Jena durchgeführt. Unter den stellenweise bis zu 3,50 Meter mächtigen mittelalterlichen Kulturschichten ließen sich in den anstehenden Löß eingetiefte vorgeschichtliche Befunde dokumentieren, so dass die vollständige Zerstörung der frühbronzezeitlichen Siedlungsreste auszuschließen ist. Jedoch weisen Funde von vorgeschichtlichem Keramikmaterial in den mittelalterlichen Schichten auf eine erhebliche Störung der vorgeschichtlichen und damit auch der aunjetitzzeitlichen Horizonte hin. Lediglich am Hang wurde eine Kulturschicht angetroffen, aus der ein Keramikbruchstück der Aunjetitzer Kultur, ein Knochen und etwas Holzkohle geborgen werden konnte. Der Befund endete jedoch unmittelbar hinter dem Grabungsprofil, so dass nur über die Radiokarbondatierung von Knochen und Holzkohle die archäologisch-typologische Datierung abgesichert werden könnte. Die zahlreichen vorgeschichtlichen Befunde stammen wie der größte Teil der verlagerten Funde aus der Spätbronze- und Eisenzeit.

## Geschichte

### Adelssitz im Mittelalter und in der frühen Neuzeit

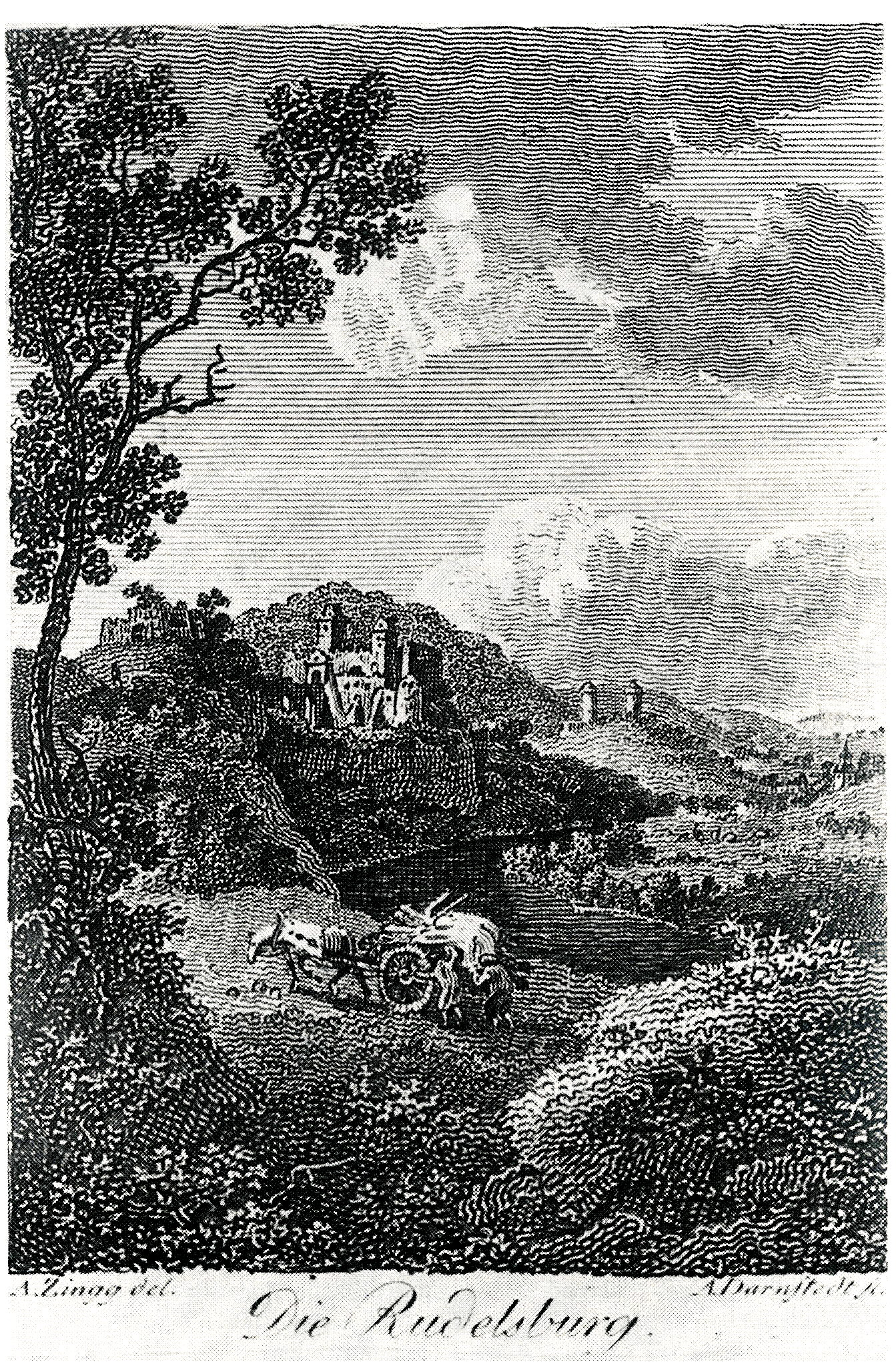
Einzige bekannte Darstellung mit Resten der Vorburg (vor 1770)

Erst im Frühmittelalter wurde der Bergrücken erneut genutzt, wie einige Funde von in slawischer Herstellungstradition stehender Keramik der Leipziger Gruppe zeigen. Umfang, Intensität und Zeitdauer der Besiedlung, die nur allgemein in das 10. und 11. Jahrhundert zu setzen ist, kann jedoch nicht bestimmt werden. Die Rudelsburg dürfte jedoch zu den zahlreichen Burgwällen im Gebiet von Saale und Elbe gehört haben wie etwa dem einige Kilometer saaleaufwärts gelegenen Johannisberg bei Jena-Lobeda oder der Alte Gleisberg bei Bürgel. Für die von der heimatkundlichen Forschung am Ende des 19. Jahrhunderts aufgestellte und bis heute häufig fortgeschriebene Behauptung, die Rudelsburg sei im oder um das Jahr 1030 bzw. 1050 als Grenzbefestigung errichtet worden, gibt es dagegen keinerlei historischen Beleg.
In der Mitte des 12. Jahrhunderts ließen die Bischöfe von Naumburg auf dem westlichen Ende des Bergrückens eine Burg errichten und mit Ministerialen besetzen.
Im Jahr 1171 wurde erstmals ein Hugo de Ruthelebesburch urkundlich genannt, der (fälschlich in alten Quellen) dem Edelgeschlecht von Schönburg zugewiesen wird. Nach Otto Posse gehört der genannte Hugo von Rudelsburg jedoch zum niederadeligen bischöflich-naumburgischen Ministerialengeschlecht „von Schönburg und von Rudelsburg“, das auf der Schönburg bei Naumburg und auf der Rudelsburg saß. Nach Posse bestand keine Verwandtschaft zum thüringisch-sächsischen Edelgeschlecht „von Schönburg“ (beide Familien saßen zeitweise auf gleicher Burg Schönburg bei Naumburg). Aus dem Jahre 1388 überlieferte eine Urkunde aus Laucha an der Unstrut auf deren Siegel das Wappen des Ministerialengeschlechts „von Schönburg und von Rudelsburg“: ein Andreaskreuz im Schild. Die Literatur von Posse über die Frühgeschichte des Edelgeschlechts von Schönburg listet auch den Stammbaum der (nicht verwandten) Ministerialenfamilie auf, bis diese Ende des 14. Jahrhunderts offenbar in Thüringen erloschen sind. Außerdem wird bei Posse angedeutet, dass die niederadelige sächsische Uradels-Familie von Schönberg in Anspruch nimmt, auch von der Rudelsburg her zu sein. Quellen dafür scheint es aber keine zu geben. Die Schönberger könnten eventuell von der Rudelsburger Linie des Ministerialengeschlechts abstammen, da dieser Rudelsburger Zweig erst Ende des 14. Jahrhunderts erloschen war, der Schönburgische Zweig des Ministerialengeschlechts aber scheinbar schon eher.
Mit dem Ausbau der Burg in ihrer heutigen Gestalt ist etwa in der zweiten Hälfte des 12. Jahrhunderts begonnen worden. Bereits am Ende des 12. Jahrhunderts war sie in ihren wesentlichen Teilen fertiggestellt. 1238 belehnte der Naumburger Bischof den Markgrafen von Meißen Heinrich den Erlauchten mit oppidum et castrum Ruthleibesberch, der die Herrschaftsausübung vor Ort weiterhin in die Hände von Ministerialen legte.
In einer 1271 ausgestellten Urkunde werden zwölf castellani in Ruthleibisberch, d. h. Burgmannen, namentlich genannt. Im Jahre 1293 wurde erstmals ein Priester auf der Burg erwähnt. Östlich der Burg (castrum) bestand demnach spätestens zu dieser Zeit eine stadtähnliche Siedlung (oppidum). Das ausgedehnte Areal der Vorburg war im Westen, Süden und Osten mit Ringmauer, Graben und Wall befestigt und besaß zwei Tore zur Burg hin und am gegenüberliegenden Ende. Hier hatten vermutlich die Burg- und Dienstmannen ihren Sitz. Bei den archäologischen Ausgrabungen wurden mehrere Reste von Gebäuden aus Stein und Fachwerk angetroffen, die sich bis dicht an die Ringmauer heranzogen.
Zwischen dem 22. April und dem 30. Juli 1348 belagerten die Naumburger Bürger unter ihrem Capitaneus Johann von Trautzschen auf Beschluss des Stadtrates im Rahmen einer Fehde mit dem Edlen Curtefrund die Rudelsburg. Die Quellen sprechen davon, dass bei der Belagerung ein instrumentum zum Einsatz gekommen sein soll. Dabei bleibt offen, ob es sich um eine Steinschleuder, eine sogenannte Blide, handelte oder, wie bisweilen angenommen, um eine der ersten Feuerwaffen. Dabei soll die Rudelsburg erstürmt und zerstört worden sein, wobei es auf beiden Seiten Tote und Verletzte gab. Mindestens einer der Kastellane geriet dabei auch in Gefangenschaft. Wesentlich stärker als die Kernburg war offenbar die Vorburg betroffen, die von der Stadt vermutlich als wirtschaftliche Konkurrenz angesehen und ausgeschaltet worden war. Ein bei den jüngsten archäologischen Ausgrabungen untersuchter Steinkeller war vollständig mit Brandschutt verfüllt, in dem zahlreiche Bruchstücke von Tafelgeschirr, Spielzeug und Metallobjekten lagen.
1383 wurde die Familie der Schenken von Saaleck aus dem Haus der Schenken von Vargula als „Herren von der Veste, gesessen zu Rottelsburg“ genannt. Eine Lehnsurkunde der Herzöge von Sachsen aus dem Haus Wettin vom 2. April 1441 weist die Brüder Rudolf, Günther und Heinrich von Bünau als Inhaber der Burg aus. Noch um 1510 hatten sie kein Land außerhalb des Burggeländes. Im Sächsischen Bruderkrieg zwischen Friedrich und Wilhelm von Sachsen wurde die zum Anteil Wilhelms III. gehörige Rudelsburg 1450 erneut belagert und ein zweites Mal zerstört. Die innere Burg wurde dabei eingeäschert. Bei der Teilung der wettinischen Lande im Jahr 1485 wurde die Rudelsburg als Besitzung der Herren von Bünau der albertinischen Linie des Hauses zugeschlagen. Im Jahre 1538 belieh der Naumburger Bischof Philipp die Herren von Bünau und Ritter der Rudelsburg mit den ihnen angefallenen stiftischen Lehen, u. a. dem Vorwerk Kreipitzsch und neun Hufen im Amt Camburg.
Rudolph von Bünau auf Teuchern und Günther von Bünau auf Gröbitz verkauften 1581 die Rudelsburg mit den dazugehörigen Vorwerken Kreipitzsch und Krölp oder Krulpe sowie den Ort Naumburg wegen Schulden an den Amtsschösser zu Eckartsberga, Hans George von Osterhausen. In dieser Zeit begann der nur notdürftig verzögerte Verfall der Burg. Im 1584 gedruckten Buch Libellus Continens Salae Flvvii descriptionem, eidemqve adiacentium Oppidorvm, Arcivm, Coenobiorvm Et Episcopalivm sedium, situs, fundationes & antiquitates von Gregor Groitzsch wird die Rudelsburg noch als arx pulcherrima, als „schönste Burg“, bezeichnet. Die Rudelsburg und der Ort Lengefeld gehörten seit Mitte des 16. Jahrhunderts als Exklave zum kursächsischen Amt Eckartsberga. Der zur Rudelsburg gehörige Gutsbezirk Kreipitzsch unterstand jedoch als Lehen des Hochstifts Naumburg-Zeitz dem 1544 gebildeten Amt Naumburg, welches ab 1564 unter kursächsischer Hoheit stand.
Ein Protokoll aus dem Jahre 1612 bezeugt, dass der Herr Marschall von Osterhausen zu Dresden einen Ziegeldecker und einen Zimmermann zur „nottdürftigen Unterstüttzung der eingesunkenen Träger, Balken, Stühle und Sparren“ auf der Burg anheuerte. Nach den Angaben in Gerichtsbüchern der Familie von Osterhausen wurde am 4. Juni 1616 auf der Burg ein Gerichtstag gehalten. Zu der Zeit wohnte nur noch ein Hausmann auf der Burg, zu der ein enger Fahrweg führte. Der Hof war grasbewachsen. Außer einer Stube mit einem hölzernen Predigtstuhl gab es noch tiefe Gefängnisse mit sehr starken Türen. 1640 wurde die Rudelsburg gegen Ende des Dreißigjährigen Krieges von schwedischen Truppen niedergebrannt. Nach dieser dritten Zerstörung wurde die Rudelsburg am 14. April 1641 von den Bewohnern verlassen. Die Besitzer zogen auf das Gut Kreipitzsch um.
Von 1671 bis 1774 gelten die Edlen von Creutz(en) als Besitzer der Burg. In einem Prozess vor dem Reichskammergericht in Wetzlar versuchten sie im Jahre 1690, die Reichsunmittelbarkeit der unbewohnten Burg durchzusetzen. Die zu ihr gehörigen Orte Kreipitzsch, Freiroda und Lengefeld galten jedoch als eigenständige Lehen, die unter der Herrschaft des Kurfürstentums Sachsen standen oder ebenfalls reichsfrei waren. Im Jahre 1770 ließ der Besitzer die Mauern der Vorburg abreißen, um Steine für den Bau des Gutes zu gewinnen. Durch einen Arbeitsunfall wurde ein Arbeiter schwer verletzt und trug eine dauerhafte Behinderung davon. Das wurde als böses Omen gewertet, und die Arbeiten wurden eingestellt. Die Vorburg war zu dem Zeitpunkt aber bereits fast vollständig vernichtet. Vermutlich nur durch diesen Unfall blieb die Ruine der Kernburg erhalten. Mit dem Tode des hessischen Hauptmanns Friedrich Adolph von Creutz im Jahre 1774 erlosch die Linie Frohburg, Ast Rudelsburg der Familie im Mannesstamm. In den folgenden Jahren wurden die Grafen von Zech und die Grafen von Brühl als kurzzeitige Besitzer der Rudelsburg mit Lengefeld genannt.
Die Familie von Schönberg kaufte die Burg 1797 und errichtete zwischenzeitlich ein Familienfideikommiss, zumeist im Grundbesitz in der Nutzungsform einer Stiftung, die das Erbe zusammenhalten sollte und jeweils auf eine Person konzentrierte. Die Familie von Schönberg ließ im 19. Jahrhundert die Wappen der Voreigentümerfamilien im Burghof der Rudelsburg anbringen:

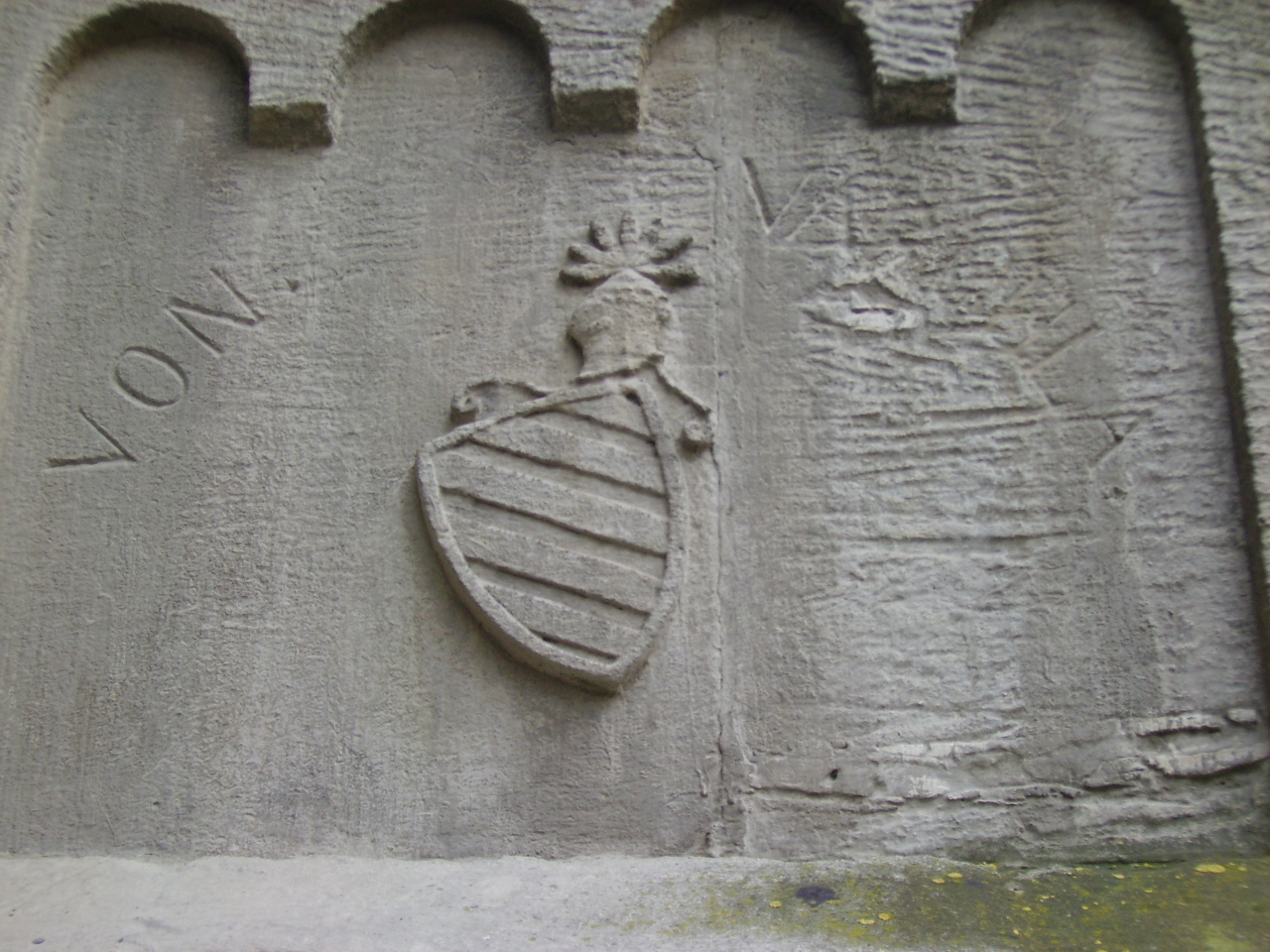
Wappen der Eigentümerfamilie von Vargula (1383–1441) im Burghof
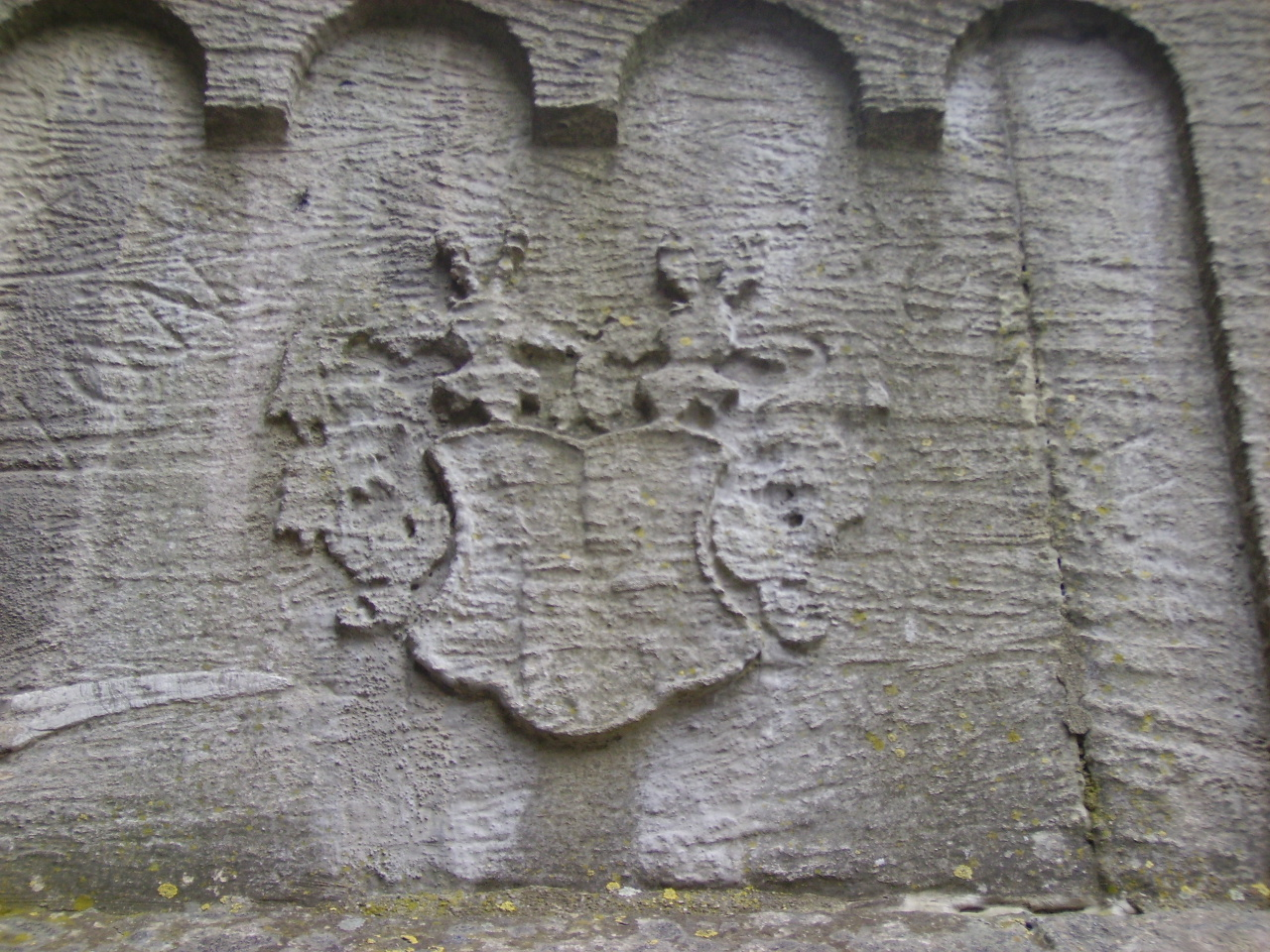
Wappen der Eigentümerfamilie von Bünau (1441–1581) im Burghof
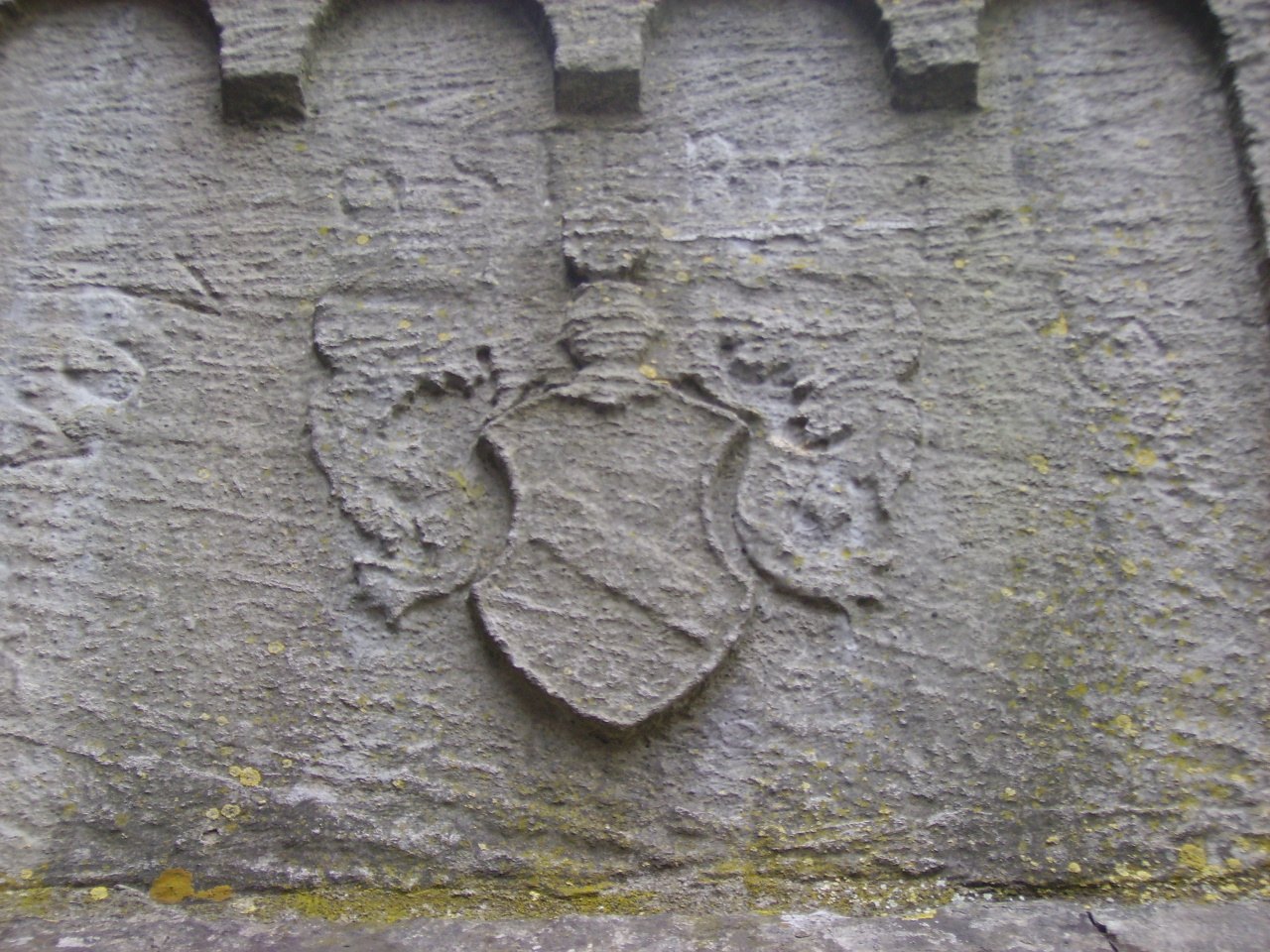
Wappen der Eigentümerfamilie von Osterhausen (1581–1671) im Burghof
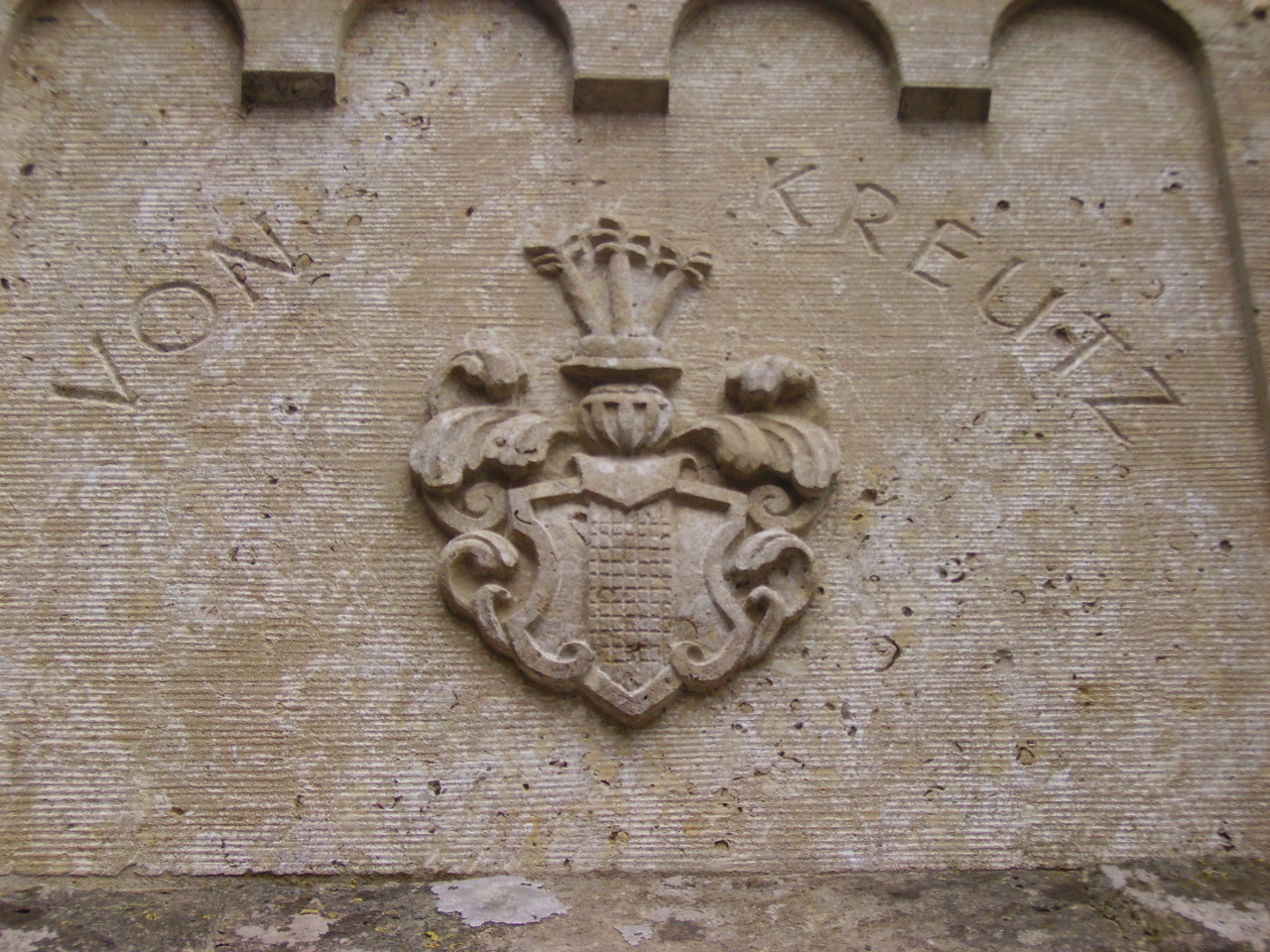
Wappen der Eigentümerfamilie von Creutz (1671–1771) im Burghof (2002 erneuert)

### Die Rudelsburg und das Rittergut Kreipitzsch der Familie von Schönberg bis 1945
Die Familie von Schönberg blieb im Eigentum und vererbte allod die Rudelsburg als Teil des Rittergutes Kreipitzsch von Generation zu Generation. Beide Gutsflächen ergaben in den 1920er Jahren eine Summe von 205 ha. Letzte Eigentümer waren der Oberst a. D. Kurt von Schönberg, bis 1938, und dann zuletzt seine Witwe Alice von Schönberg, geb. Brandstetter gen. Degener, aus London stammend.
In Anlehnung dieser Tradition fand 2002 der Familientag derer von Schönberg symbolisch in Kreipitzsch/Rudelsburg statt.

### Wanderziel und Touristenattraktion
Im 19. Jahrhundert wandelte sich die Rudelsburg zum Treffpunkt romantisch gesinnter Wanderer, besonders der Studenten aus Jena, Leipzig und Halle.
Der Zustand des Gebäudes war desolat, Infrastruktur nicht vorhanden. Es gab keine Zufahrt, und im Innenhof der Kernburg gab es keine geschlossenen Räumlichkeiten, sondern nur Schutt und Trümmer. Im Jahre 1818 beschrieb der emeritierte Kantor Johann Friedrich Förtsch die Rudelsburg:
Der innere Hof der Burg ist mit dem Schutt von zusammengestürzten Prunkzimmern, Sälen, Waffen- und Vorrathskammern, Küchen, unterirdischen Gewölben, Kellern und Gängen angefüllt. Daher kann man auch jetzt nicht genau beurteilen, wie Alles angelegt gewesen.
Trotzdem kamen immer mehr Besucher. Die Burgherren aus der Familie der Freiherren von Schönberg bauten damals am Südhang der Burg Wein an (siehe Weinanbaugebiet Saale-Unstrut-Region). Einer ihrer ehemaligen Weinbergarbeiter, Gottlieb Wagner, genannt „Samiel“, kümmerte sich als Burgwart zuerst um das verfallene Gemäuer und begann im Jahre 1824, die Besucher vom Gut Kreipitzsch aus zu bewirten.
In dieser Zeit, im Jahre 1826, dichtete Franz Kugler, Berliner Student aus Stettin, auf der Burg das berühmte Lied An der Saale hellem Strande, als er während einer Saalewanderung hier Rast machte:
| An der Saale hellem Strande Stehen Burgen stolz und kühn, Ihre Dächer sind zerfallen, Und der Wind streicht durch die Hallen, Wolken ziehen d'rüber hin. |

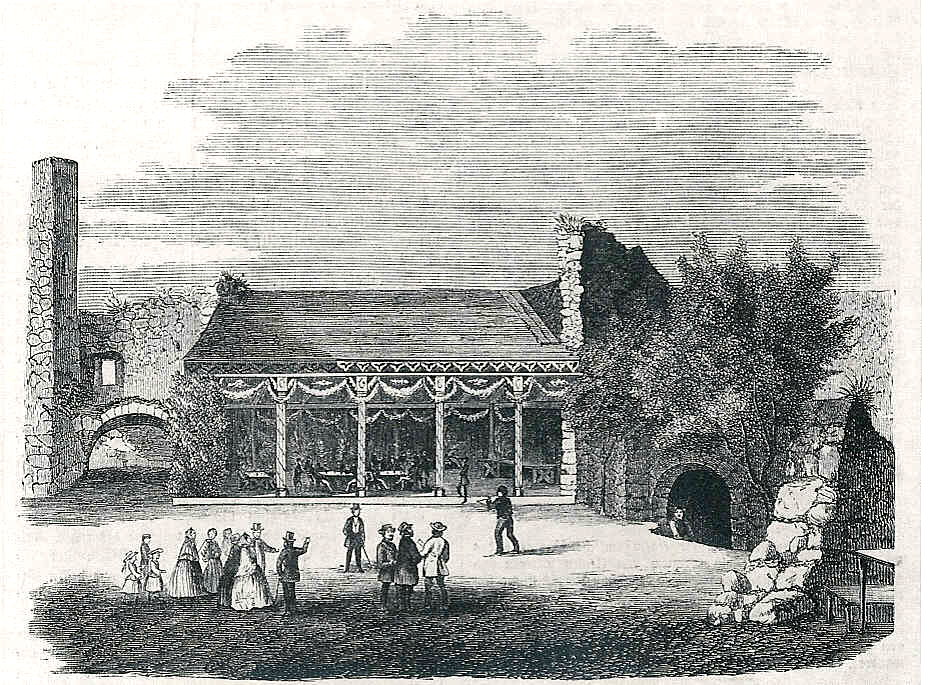
Burghof der Rudelsburg mit der 1853 erbauten Trinkhalle (1856)

In diesem Lied sind die Saaleburgen verfallene Ruinen, die nur Phantasien von alten Zeiten wecken. Von Trinken und Feiern und von der Rudelsburg als Veranstaltungsort ist noch nicht die Rede. Wahrscheinlich stammt die Gedenktafel von Oskar Mothes, dem Erbauer der Gefallenensäule, 1872.
Die Attraktivität der Burg wurde aber durch die Bewirtung derart gesteigert, dass im Jahre 1827 der Landrat des Stadtkreises Naumburg beim Gutsbesitzer Friedrich von Schönberg anfragen ließ, ob es nicht möglich sei, die Burg offiziell für Besucher zu öffnen. In Folge wurde sogar wieder ein Fahrweg auf die Burg gebaut.
Ostern 1827 richtete Gottlieb Wagner die erste Schänke auf der Burg ein, die jedoch anfänglich nur sonntags geöffnet war. Als sich diese Neuerung bei den Studenten herumgesprochen hatte, zogen sie von Jena heran und besetzten mit lautem Jubel drei Tage lang die Burg. Dem Burgbesitzer wurde aus Dankbarkeit ein Fackelzug dargebracht.
Die verbesserte Infrastruktur, auch durch die bis 1849 fertiggestellte Thüringer Bahn, und das gastronomische Angebot erhöhte die Attraktivität der Burg weiterhin und lockte auch Besucher aus größerer Entfernung an, so zum Beispiel die Studenten aus Leipzig und Halle an der Saale.
Als im Jahre 1853 ein größeres preußisches Militärmanöver in der Gegend abgehalten wurde, luden die sächsischen Provinzialstände König Friedrich Wilhelm IV. zu einem Frühstück auf die Burg ein. Vermutlich aus diesem Anlass entstand in dem Jahr die Trinkhalle im Innenhof, die aus einer überdachten Sitzfläche bestand, die zum Burghof hin offen war. Diese Halle löste das alte Strohdach ab, das von einfachen Baumstämmen gestützt wurde.
Im Jahre 1863 schuf Hermann Allmers aus Rechtenfleth bei Bremen (kein Student, aber in studentischer Gesellschaft im Saaletal unterwegs) das Studentenlied „Dort Saaleck, hier die Rudelsburg“, in dessen Text schon das neue Leben in den Mauern anklingt. Eine Bronzetafel von 2005, gestiftet vom Corps Teutonia Marburg, erinnert daran.
| Dort Saaleck, hier die Rudelsburg, und unten tief im Tale da rauschet zwischen Felsen durch die alte liebe Saale; und Berge hier und Berge dort, zur Rechten und zur Linken – \|: Die Rudelsburg, das ist ein Ort zum Schwärmen und zum Trinken. :\| | Das wissen die Studenten auch in Jena und in Halle und trinken dort nach altem Brauch, im Hof und auf dem Walle. umringt von moosigem Gestein, wie klingen da die Lieder! \|: Die Saale rauscht so freudig drein, die Berge hallen wider. :\| |  |

Im Juni 1848 trafen sich 500 Corpsstudenten auf der Rudelsburg, um die Gründung eines Dachverbandes in die Wege zu leiten; umgesetzt wurde der Beschluss einen Monat später in der Universität Jena. Seit 1849 tagt dieser älteste Korporationsverband deutscher Studentenverbindungen in Kösen und heißt seither Kösener Senioren-Convents-Verband (KSCV). Die Rudelsburg ist seine Mitte und wird für Arbeitssitzungen und Festveranstaltungen genutzt.

### Veranstaltungsort und studentisches Symbol

#### (Wieder-)Aufbau in der Kaiserzeit

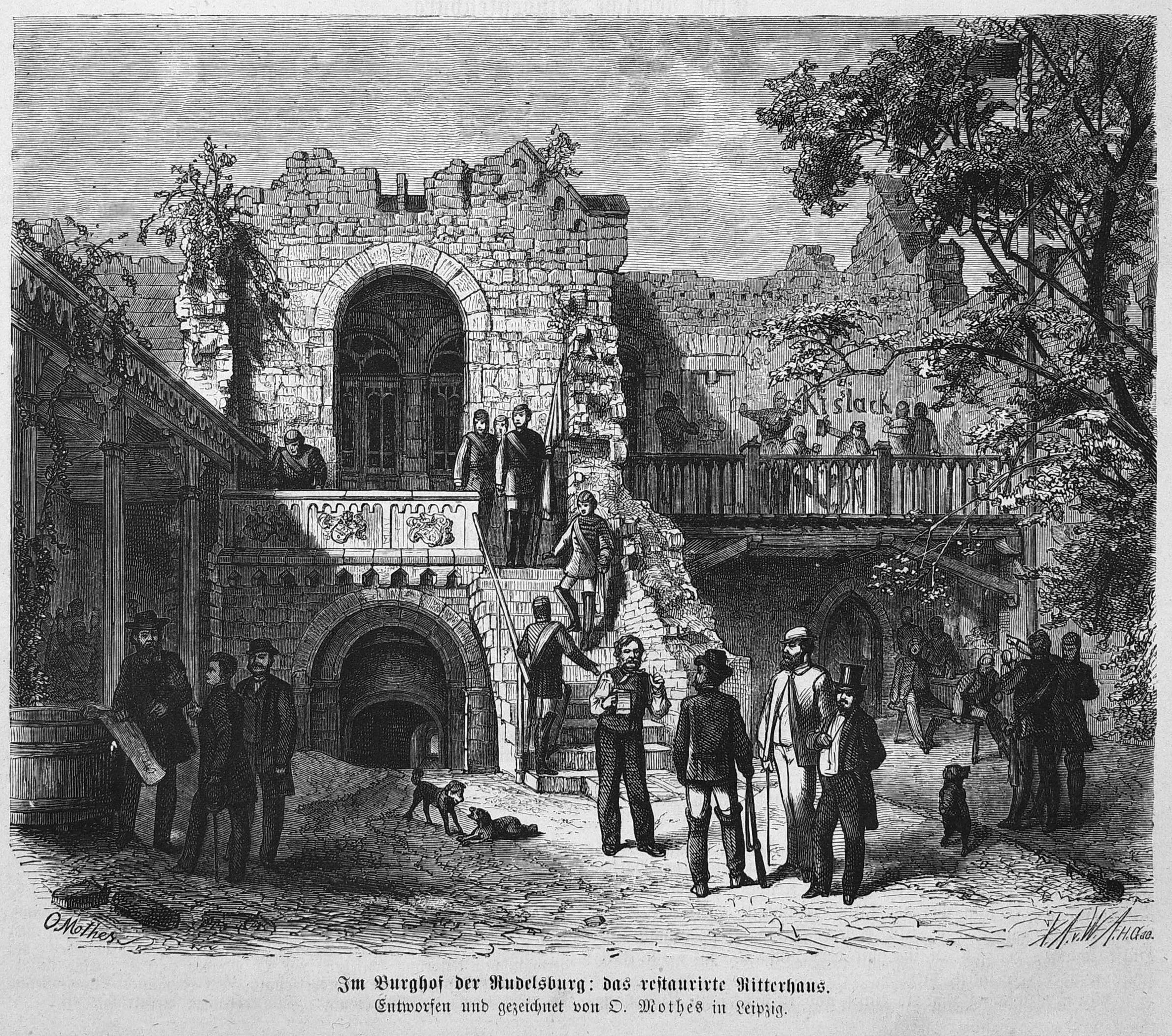
Burghof der Rudelsburg, im Vordergrund mit Bierkrug in der Hand „Samiel“; Holzstich nach einer Zeichnung von Oskar Mothes um 1872.

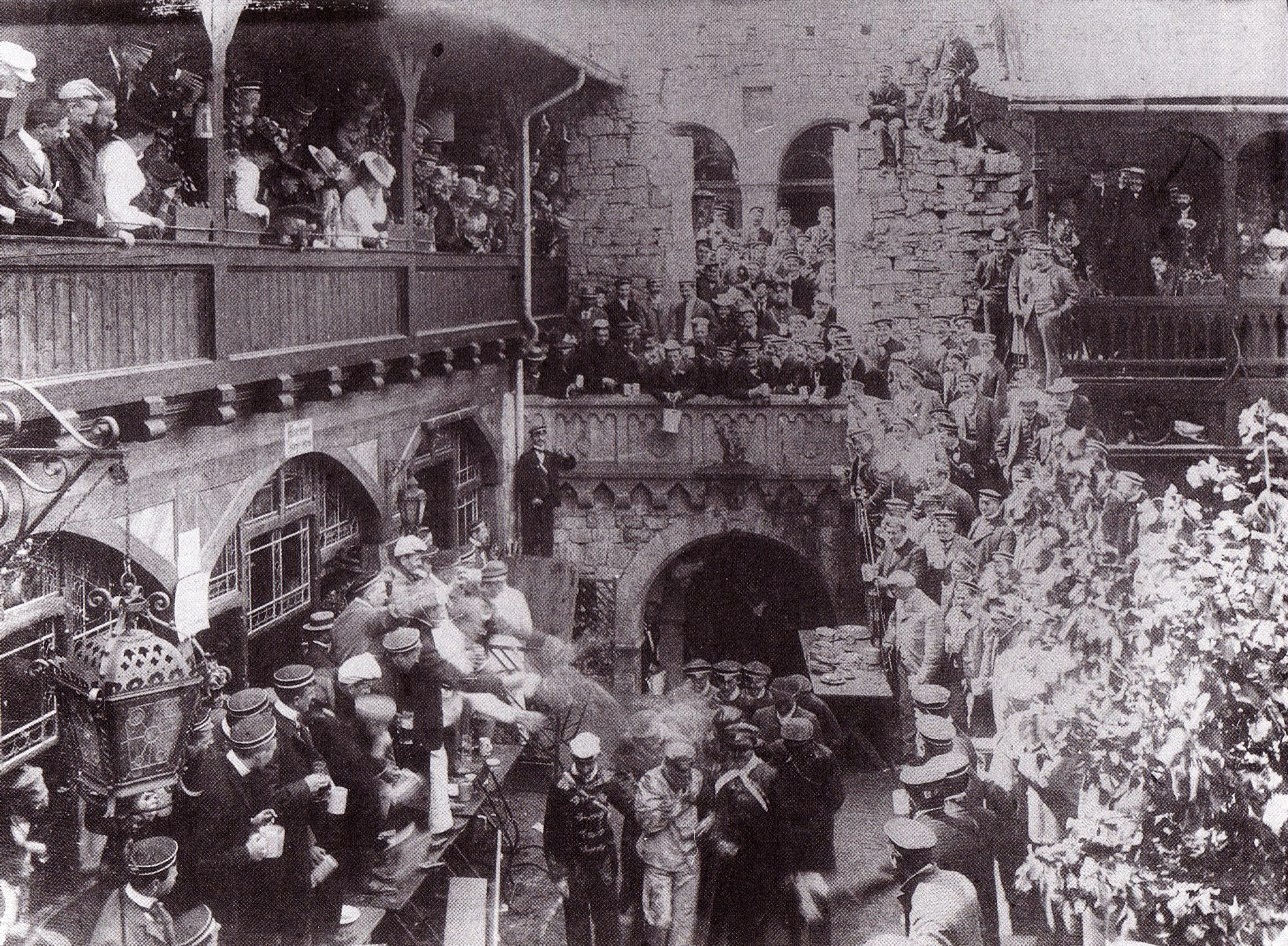
Fuchsentaufe im Innenhof der Rudelsburg (1885)

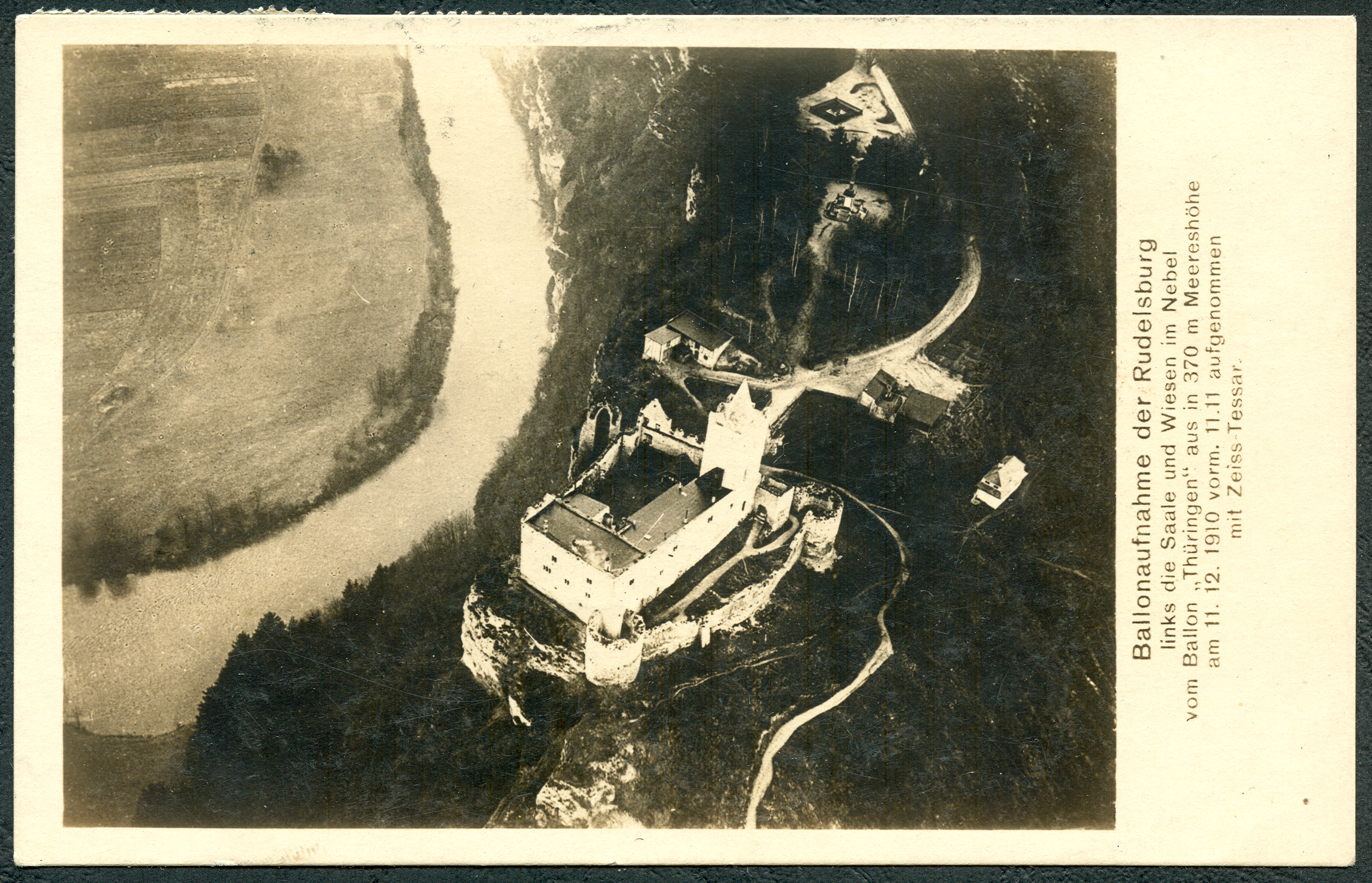
Am 11. Dezember 1910 gefertigte Ballonaufnahme der Rudelsburg;
Ansichtskarte als „Luftbildkarte“ Nr. 11, Pallas-Verlag in Jena

Nachdem im Jahre 1867 das 800-jährige Jubiläum der wiederhergestellten Wartburg gefeiert worden war, begannen die Diskussionen, ob die Rudelsburg nicht auch restauriert werden sollte. Dazu kam der Dezembersturm 1868, der Teile der Umfassungsmauern zum Einsturz brachte. Im Jahre 1870 wurden erste Instandsetzungsarbeiten an der Umfassungsmauer der West- und Südseite vorgenommen. Der eigentliche Teilwiederaufbau begann im Jahre 1871 nach den Plänen des königlich-sächsischen Baurates Oskar Mothes, ausgeführt durch den Maurermeister Werner aus Bad Kösen. Im Rahmen dieser Arbeiten wurden Eingang und Brücke ergänzt, der Rittersaal mit Vortreppe und Nebenraum wiederhergestellt. An der Nordostecke wurde eine große Mauerbresche ergänzt und in der alten Nordwand wurden Fenster ausgebrochen. Eine im Deutsch-Französischen Krieg 1870/71 erbeutete Kanone wurde an der Brücke aufgestellt. Abgeschlossen wurden die Arbeiten zu Ostern 1872.
1872 wurde auch das erste Denkmal der Corpsstudenten auf dem Gelände der Rudelsburg eingeweiht, die Gefallenensäule zu Ehren der im Deutsch-Französischen Kriege gefallenen Corpsstudenten. Im Jahre 1890 wurde der Kaiser-Wilhelm-I.-Obelisk eingeweiht, 1896 folgte das Jung-Bismarck-Denkmal. Das vorerst letzte corpsstudentische Denkmal entstand 1926 zu Ehren der Gefallenen des Ersten Weltkriegs.
Der Teilaufbau der Rudelsburg durch Mothes, die Reichsgründung 1871 und die Errichtung der Denkmäler im Bereich der Vorburg markierten eine neue Phase der studentischen Nutzung der Rudelsburg. Während in der ersten Hälfte des Jahrhunderts noch die Freude an der Natur und der romantischen Kulisse im Vordergrund gestanden hatten, wurde die Rudelsburg nun zum Repräsentationsobjekt der Corpsstudenten des Kösener SC-Verbandes. Der Verband wurde zum wichtigen staatstragenden Element des Kaiserreichs, was auch dadurch unterstützt wurde, dass die wichtigsten politischen Entscheidungsträger der Kaiserzeit, Otto von Bismarck und Kaiser Wilhelm II., Kösener Corps angehörten. Durch die Gründung des Verbandes Alter Corpsstudenten (VAC) entstand dem vorher rein studentischen Verband jetzt auch eine neue Finanzquelle, gespeist durch die Beitragszahlungen der sogenannten Alten Herren. Die Rudelsburg wurde zur Plattform, auf der dieses neue Selbstbewusstsein zelebriert wurde.
Das hatte auch zur Folge, dass die jährliche Veranstaltung auf der Rudelsburg gesetzter und feierlicher wurde. Festreden bei den Denkmälern und das Singen vaterländischer Lieder gehörten in der Kaiserzeit zum jährlichen Pfingstprogramm auf dem Gelände der Vorburg.
Im Kaiserreich und in der Weimarer Republik wurden vielfach maßstabsgetreue Modelle der Rudelsburg-Denkmäler angefertigt und an Interessenten in ganz Deutschland und Österreich verkauft. Noch heute (Stand 2007) werden diese aufwändig gefertigten Stücke von Zeit zu Zeit im Antiquitätenhandel angeboten.
Im Jahre 1913 schrieb Paul Schreckenbach den historischen Roman „Die letzten Rudelsburger“, dessen Handlung im 14. Jahrhundert angesiedelt ist und in dem sich die preußisch-konservativen Wertvorstellungen der wilhelminischen Epoche spiegeln.

#### Weimarer Republik und Nationalsozialismus
Während des Ersten Weltkriegs fanden keine studentischen Veranstaltungen auf der Rudelsburg statt, sie wurden aber nach Kriegsende wieder aufgenommen. Im Jahre 1926 wurde mit großem Aufwand das Löwendenkmal eingeweiht. Dieser Festakt galt als Bekenntnis der Corpsstudenten zum alten System des Kaiserreichs und wurde in ganz Deutschland, teilweise sogar im Ausland, von der Presse wahrgenommen.
Die letzte Rudelsburg-Veranstaltung der Kösener Corpsstudenten vor dem Zweiten Weltkrieg fand im Jahre 1934 statt. Im Jahre 1935 endete der Kösener Kongress mit der Auflösung des Verbandes durch die Nationalsozialisten. Die Rudelsburg wurde nicht mehr besucht.
Während des Zweiten Weltkriegs gab es an einigen Universitätsorten Bestrebungen, entgegen den Weisungen der NSDAP die einzelnen Corps heimlich wiederzubegründen. Dabei sollte auch der Dachverband, der Kösener SC-Verband, wiederentstehen. Zu diesem Zweck wurde 1944 ein Treffen auf der Rudelsburg vereinbart, das dort mit einem Kommers beendet wurde. Sowohl diese Neugründung als auch die Verfolgung durch die Gestapo blieben aufgrund des Chaos der letzten Kriegsmonate ohne Folgen.
Nach dem Ende des Zweiten Weltkriegs gehörte die Burg zur Sowjetischen Besatzungszone und später zur DDR. Der adlige Grundeigentümer wurde enteignet, die Burg kam in das Eigentum der Stadt Bad Kösen.

#### In der DDR
Die studentischen Corps auf dem Gebiet der DDR verlegten sich in den Westen. Der Kösener Congress tagte 1953 in Bonn und dann von 1954 bis 1994 in Würzburg mit Blick auf die Festung Marienberg. Die Rudelsburg und Bad Kösen blieben für die Corpsstudenten in der Bundesrepublik eine Erinnerung an alte Zeiten.
Die Rudelsburg verfiel weiter, ebenso die Denkmäler. Größere Metallteile wurden zum Teil eingeschmolzen.
Da es in der DDR üblich war, die Namen von Touristenattraktionen zur Bezeichnung von in der Gegend hergestellten Waren und Handelsmarken zu nehmen, wurde auch der Name „Rudelsburg“ derart verwendet, so zur Bezeichnung eines Autoradios des VEB Funkwerk Halle und verschiedener Kalkprodukte des VEB Kalkwerk Rudelsburg, Bad Kösen.
In den 1960er Jahren regten sich unter den DDR-Studenten erste Bestrebungen, alte studentische Traditionen wiederzubeleben. Heimlich wurden Informationen und Material gesammelt. Zu Beginn der 1980er Jahre kam es zu ersten Gründungen von neuen Verbindungen, zuerst im Geheimen, später offener. Die Rudelsburg stand dabei im Blickfeld der DDR-Studenten.
Am 20. Juni 1987 richtete die Verbindung Salana Jenensis (später K. D. St. V.) den ersten Allianzkommers der Studentenverbindungen der DDR auf der Rudelsburg aus. Bei der ersten Veranstaltung dieser Art waren nur 19 Teilnehmer anwesend, die teilweise mit Flößen und in Zinkbadewannen auf der Saale angereist waren. Damit sollte auf die in alten Darstellungen ersichtliche Tradition der Bootsfahrten auf der Saale Bezug genommen werden.
Seit diesem Jahr ist die Rudelsburg der jährliche Treffpunkt der vor 1990 in der DDR gegründeten Studentenverbindungen, die sich 1990 zur Rudelsburger Allianz zusammenschlossen.

#### Wiederaufbau nach der Wiedervereinigung
Im Jahre 1990 kehrte das Corps Thuringia Jena, das in der Nachkriegszeit seinen Sitz nach Hamburg verlegt hatte, als erste der „vertriebenen“ Studentenverbindungen wieder zurück in seine alte Universität Jena. Dies geschah zu einem Zeitpunkt, als die DDR noch bestand. Nach und nach kehrten fast alle Corps wieder an ihre angestammten Universitäten zurück. Schon 1992 hatte die Gemeinde Bad Kösen den Kösener SC-Verband eingeladen, seinen Kongress nicht mehr in Würzburg, sondern wieder in Bad Kösen auszurichten. Eine erste Arbeitstagung zu diesem Thema fand 1992 statt. Der erste Kösener Congress in Bad Kösen nach dem Zweiten Weltkrieg im Jahre 1995 bezog dann auch die Rudelsburg als Veranstaltungsort mit ein. Diese Rückkehr war mit umfangreichen Instandsetzungsarbeiten in der Burg verbunden, die in den Jahren 1990 und 1991 gezielte bauarchäologische Dokumentationen durch Reinhard Schmitt ermöglichten.
Seit der Wiedervereinigung werden auch sukzessive die corpsstudentischen Denkmäler auf dem Gelände der Vorburg wiederhergestellt. Finanziert werden diese Aktionen durch den Kösener SC-Verband, durch Spenden einzelner Corps, aber auch durch Privatspenden einzelner Corpsstudenten. Bis heute gilt das Lied Dort Saaleck, hier die Rudelsburg den Kösener Corpsstudenten sowie den Allianzverbindungen als Erkennungslied.
Die Ruine der Rudelsburg wird nach wie vor gastronomisch genutzt. Der Innenbereich der Burg und der Bergfried sind während der Öffnungszeiten der Gaststätte zugänglich. Vom Bergfried bietet sich eine Aussicht über das Tal der Saale. In den unteren Räumen des Bergfrieds sind einige Vitrinen mit Ausstellungsstücken über Corpsstudenten angebracht.
In der Burg befindet sich für Trauungen eine Außenstelle des Standesamts der Stadt Naumburg, die sich und ihre Burg gemeinsam mit den umliegenden Gemeinden neuzeitlich als Thüringer Toskana und über den Naturpark Saale-Unstrut-Triasland vermarktet.
Im Februar 2018 kehrte mit Thiemo von Creytz als neuem Pächter und Betreiber des Burgrestaurant Rudelsburg nach 244 Jahren ein Nachkomme der Familie von Creutz(en) auf die Rudelsburg zurück.